# Cap tractor

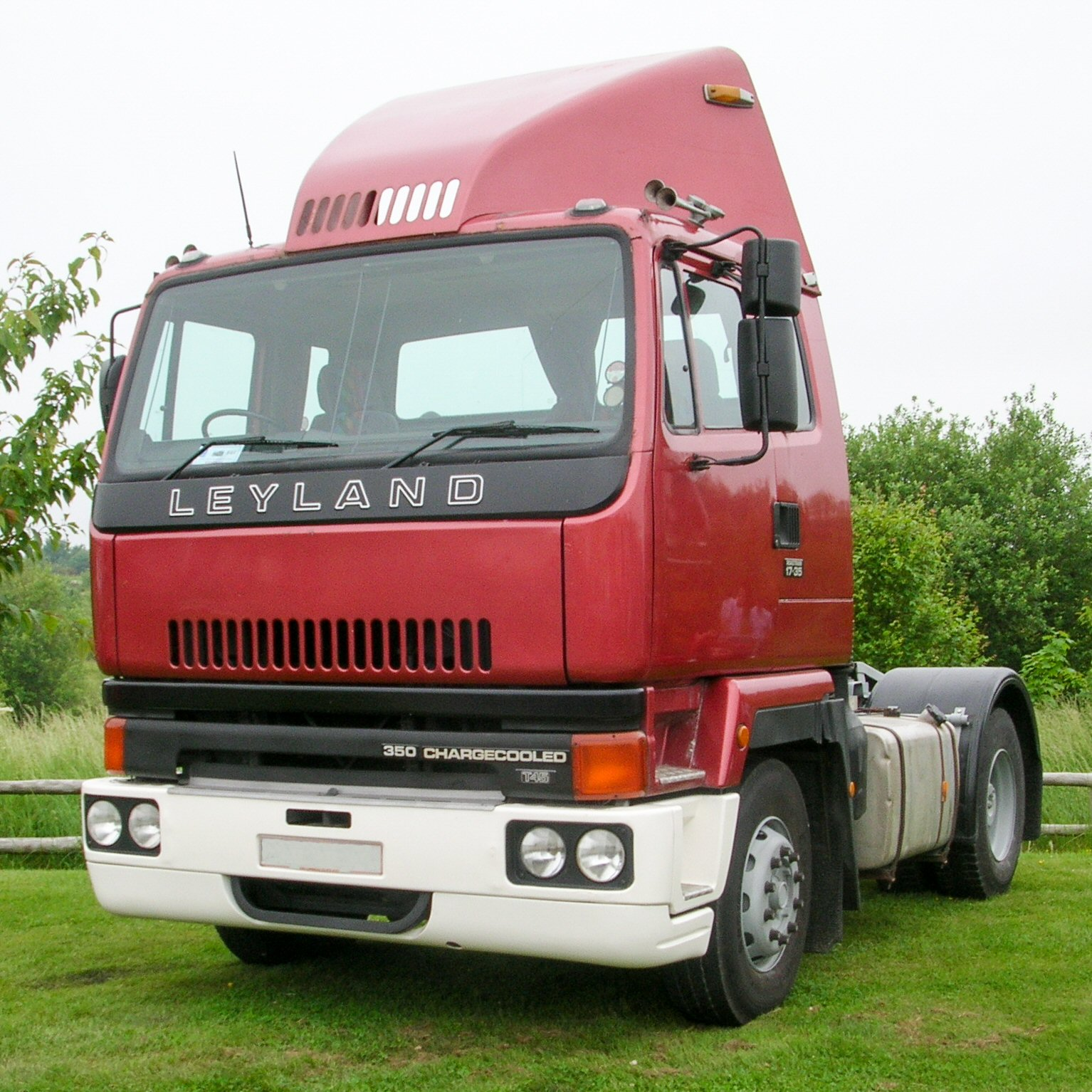
Un cap tractor Leyland T45

Un tracto-camion, unitate tractoare, semi-tractor (S.U.A.), transportator primar (Australia), auto-tractor, unitate de tracțiune sau cap-tractor este un vehicul comercial greu care se încadrează în categoria vehiculelor grele de transport, în general, cu un motor de cilindree mare și dotat cu mai multe axe. 
Un cap tractor servește pentru tractarea de trailere sau remorci (de cele mai multe ori, semi-remorci). Se pot permuta rapid diferite remorci între diferite capete tractoare, astfel încât capul tractor nu sta în mod neapărat imobilizat pe timpul încărcării sau descărcării trailerului (cum stă imobilizat un camion rigid, și astfel nu ii este redusă mobilitatea la un singur tip de mărfuri, deoarece poate interschimba toate tipurile de remorci, de exemplu, sa treacă de la o condiție de autobasculantă la o condiție de camion cutie închisă sau la o condiție de camion cisternă. Combinația cap tractor-remorcă, de asemenea, contribuie la o distribuire a sarcinii între mai multe axe, făcându-l mai ușor de manevrat decât un camion rigid de dimensiuni echivalente. Capul tractor se cuplează cu o semi-remorcă folosind un anumit tip de sistem de blocare sau de închidere mecanică, de obicei, in forma de sferă (sistem cunoscut sub numele de fifth-wheel coupling). 
Capul tractor este conceput în primul rând pentru a forma un vehicul de transport marfă, și este întâlnit mai frecvent în categoria vehiculelor grele de marfă (heavy goods vehicle - HGV), deși pot exista capete tractoare de dimensiuni mai mici, în cadrul categoriei  camionete.
De asemenea, funcție de țară, capul tractor mai este denumit:
- Columbia: cabezote sau tractomula.

- Honduras: rastra

- Venezuela: chuto. Ansamblul cap tractor/semi-remorca este numit gandola.